# Linia kolejowa nr 848
Linia kolejowa nr 848 Zarzecze – Biały Ług – jednotorowa, niezelektryfikowana linia kolejowa łącząca projektowaną stację (obecnie punkt styku) Zarzecze ze stacją Rogowiec, dawniej prowadząca do przystanku osobowego Biały Ług. Wbrew pierwotnym założeniom z lat 70. które określały linię jako odgałęzienie, jest to przedłużenie linii kolejowej nr 24 biegnącej z Piotrkowa Trybunalskiego.

## Historia
Linia została otwarta 10 listopada 1977 roku, a do 1984 roku uruchomiono wprowadzono regularny ruch pasażerski na odcinku Zarzecze - Stawek, służący pracownikom elektrowni Bełchatów i pobliskich zakładów. Między 1984 a 1987 linia została przedłużona do przystanku osobowego Biały Ług; ruch został zawieszony w 2000 roku. W związku z budową nowego bloku elektrowni, w 2008 r. został zlikwidowany odcinek Stawek – Biały Ług.

## Ruch pociągów
Początkowo linia kolejowa była obsługiwana 24 godziny na dobę przez kopalnię, po 2000 zmieniano czas pracy obsługi. Na linii wprowadzono ograniczenia użytkowania i posterunek Rogowiec jest czynny od poniedziałku do piątku w godzinach 7:00 – 15:00.